# 天海ツナミ
天海 ツナミ（てんかい - 、本名：有馬 真波（ありま まなみ）、1984年8月13日 - ）は、日本のプロボクサー。沖縄県具志川市（現うるま市）生まれ、鹿児島県肝属郡肝付町育ち。神村学園高等部卒業。山木ボクシングジム所属。クリスタルウェーブとマネジメント契約を結んでいた。第4代WBA女子世界スーパーフライ級王者。第4代OPBF女子東洋太平洋バンタム級王者。元WBO女子アジア太平洋ライトフライ級王者。第6代WBO女子世界ライトフライ級王者。世界2階級制覇王者。

## 来歴
2男5女の次女（上から2番目）として生まれる。親の離婚・再婚を機に4歳から鹿児島県肝付町で過ごす。
小3から高校まではサッカーに熱中。中学では年代別県選抜にも選ばれ、推薦で神村学園に入学して全国大会も経験した。サッカー部の1年先輩には福元美穂がおり、寮で同室だった。しかし、足の怪我のためサッカーを続けることを断念した。歌手の大山百合香は高校の同期に当たる。

### プロボクサーデビュー
上京後にサッカー部の同期で親交のある前田睦美（天空ツバサ）がボクシングに転向した影響を受け、自身もボクシングに転向した。
2005年6月12日、リングネーム「ツナミ」としてプロデビューを、北沢タウンホールで行われたJWBCの「SET FIRE!」興業で行う。この試合を3回1分25秒TKO勝利で飾る。
2005年10月1日、ヴェルファーレで行われたJWBCの「Fighting Angel 2005」に出場。この試合は4回判定で敗れ初の黒星を喫した。
2005年11月12日、韓国忠清北道沃川郡の沃川体育館で催された初代OPFBAバンタム級決定戦で金智賢に10回2-1の判定で勝利し王座獲得。3戦目にして日本人初の東洋女子王座獲得となった。
2006年4月22日、韓国ソウル特別市でIFBA世界ライトフライ級王者金珠熙と対戦するが10回0-3の判定負けで王座獲得ならず。
2007年11月10日、新宿FACEで行われた「風神見参 ライカタイフーン」興業でJWBCフライ級王者猪崎かずみとのノンタイトルマッチに出場し8回3-0で判定勝ち。

### JBC
2008年2月28日に行われたJBC第1回プロテストでB級ライセンス合格。リングネームを「天海ツナミ」とする。
2008年5月18日、韓国ソウル特別市江西区鹽倉区民体育センターで行われたIFBAバンタム級タイトルマッチに挑戦し、王者の金恩英を10回3-0の判定で下しタイトルを奪取。IFBAはJBC公認ではないが、JBC管轄移行後初の女子世界王者となった。
2008年8月15日、韓国大邱広域市の大邱市民運動場室内体育館で金との再戦を10回2-0判定で制し初防衛。
2008年11月15日公開の映画「ラブファイト」に出演。（ツナミ名義として）
2008年11月30日、沖縄コンベンションセンターでオ・スヒョンを5回58秒TKOで下す。

#### WBA女子世界スーパーフライ級王座獲得
2009年2月26日、後楽園ホールで張喜燕が持つWBA女子世界スーパーフライ級王座に挑戦。日本人では櫻田由樹に次いで2人目、JBC公認後初のWBA女子世界王座挑戦を10回2-1（97-95、95-96、98-92）の判定で制して、日本人初のWBA女子世界王座を奪取すると同時にJBC非公認ながら世界2階級制覇を達成。24歳6か月での王座獲得は当時JBC女子最年少記録。

##### 王座防衛
2010年2月7日、ワールド記念ホールでシャニー・マーティン（6位）と対戦し、10回3-0（100-90×2、99-91）で判定勝ちし初防衛となった。それまで防衛戦の相手探しが難航したため1年近くのブランクが開いた。
2010年5月17日、さいたまスーパーアリーナで江畑佳代子と対戦し、10回3-0（96-93、98-92、97-92）で判定勝利し2度目の防衛に成功した。
2010年12月6日、後楽園ホールで藤本りえと対戦し、8回終了TKOで3度目の防衛に成功した。敗れた藤本はこの試合後に引退。
2011年5月17日、後楽園ホールでペッサイルーン・ルークサーイゴンディンと対戦し、3回1分25秒TKOで4度目の防衛に成功。なお2011年3月の東日本大震災以降、リングネームに「津波」が含まれることから改名を検討したものの、結局「起きたこと、亡くなった方を忘れないという意味でこのままいこう」として改名はしないことにしたことを明らかにしている。
2011年11月30日の「G Legend4」にて5度目の防衛戦が予定されていたが、欠場となった。
2012年3月25日、東郷理代、稲元真理とエキシビション。

##### 王座陥落
2012年4月27日、アルゼンチン・コルドバにて地元の暫定王者カロリーナ・グティエレス・ガイテと王座統一戦を行うことが内定。実現すれば日本のジム所属選手によるアルゼンチンでの世界戦は男子も含めて初であり、女子の海外防衛戦は富樫直美（2回）、多田悦子に続いて3人目となる。しかし、グティエレスの負傷のため延期となった。その後、復帰の見通しが立たないことから7月9日に後楽園ホールにてWBA5位で元同門の山口直子と5度目の防衛戦を行うことになった。試合は判定まで縺れ10回0-3（94-97、93-97×2）で判定負けしJBC公認後初の敗戦を喫すると共に5度目の防衛に失敗した。

#### メキシコ遠征
2012年10月6日、メキシコ・テピクにてジェネス・ペレスが持つWBA女子世界バンタム級王座に挑戦。王座奪取に成功すれば、JBC公認としては初の女子世界王座2階級制覇となっていたが、10回0-3（90-100、91-99×2）の判定負けで2階級制覇に失敗した。
2012年12月15日、メキシコ・グアダラハラにて元WBC世界フライ級王者マリアナ・フアレス相手に再起戦を行うが、2人がフルマークを付ける10回0-3（90-100×2、91-99）の大差判定で敗れた。
2013年1月30日、高野人母美のプロテストの相手を務めた。
2013年3月2日、メキシコにてWBC女子世界スーパーフライ級王者ズリーナ・ムニョスと対戦したが、10回0-3（93-95×2、92-97）判定で敗れ王座返り咲きに失敗した。
2013年7月27日、メキシコで元IBF世界ライトフライ級王者ジェシカ・チャベスと対戦。しかし、10回0-3（91-99×2、93-97）の判定で敗れ5連敗となってしまった。

#### 日本で再起
2013年11月28日、1年4ヵ月ぶりとなる国内での試合として後楽園ホールでレスリー・ドミンゴと対戦。3回1分59秒TKOで約2年半ぶりの勝利とともに世界王座陥落から続いた連敗を5で止めた。
2014年1月25日、再びメキシコに渡り（松田雄太も同行）、元IBF女子世界フライ級王者アレリー・ムシーニョとノンタイトルで対戦。10回1-2（96-94、94-96×2）の判定負けを喫しメキシコ5連敗。

#### OPBF東洋太平洋女子バンタム級王座獲得
2014年3月7日、同門の東郷理代の引退により空位となったOPBF東洋太平洋女子バンタム級王座決定戦として、前の試合で山田紗暉をTKOして初黒星を付けたフィリピンからの輸入選手ハニー・カツマタと対戦、7回1分41秒TKOで王座獲得。JBC女子公認後の元世界王者による東洋太平洋王座獲得は史上初。
2014年4月26日、メキシコシティにてジェシカ・チャベスと再戦。善戦空しく10回0-3（95-97、93-97、94-96）の判定負け、メキシコ6連敗となった。
2015年3月16日、「FIGHTING BEE vol.11」でラッサダ・ソーウォラシンとノンタイトル53kg契約8回戦を行い、2回50秒TKO勝利。

#### 2階級制覇再挑戦
2015年8月22日、チリ・アントファガスタでIBF女子世界バンタム級王者のカロリナ・ロドリゲスに挑戦し、10回0-3（91-100、92-98、91-99）判定負けを喫し2階級制覇を果たせなかった。

#### 再起戦
2016年3月1日、後楽園ホールで行われた「DANGAN LADIES」で氷室笑香と54.0kg契約6回戦を行い、2回終了TKO勝ちを収め再起を果たした。
2016年6月6日、後楽園ホールで行われた「第375回ガッツファイティング」で引退宣言をした為この日に出場予定だった試合が中止になっていた高野人母美と2ラウンドのスパーリングを披露した。高野は引退を撤回し現役を続けるとのこと。
2016年7月2日、キャンプ座間内にある「ヤノ・フィットネスセンター」でタンティップ・シッサイトーンとバンタム級6回戦を行い、2回1分43秒TKO勝ちを収めた。
2017年9月30日、カンクンでアレリー・ムシーニョとフライ級10回戦を行い、10回0-3（93-97×2、95-97）の判定負けを喫した。

#### WBO女子アジア太平洋ライトフライ級王座獲得
2017年11月29日、後楽園ホールで行われた「勝又ボクシングジム創立55周年記念興行」でカレアン・リバスとWBO女子世界ライトフライ級挑戦者決定戦を兼ねたWBO女子アジア太平洋ライトフライ級王座決定戦を行い、2回1分19秒TKO勝ちを収めWBO女子アジア太平洋王座及びWBO女子世界王座への挑戦権獲得に成功した。WBO女子世界ライトフライ級王座は2日後に藤岡奈穂子が獲得したが返上。これに伴いツナミは王座決定戦に最優先でに出場することになった。

#### WBO女子世界ライトフライ級王座獲得（2階級制覇）
2018年3月8日、後楽園ホールにてWBO女子世界ライトフライ級王座決定戦として東洋太平洋女子フライ級王者チャオズ箕輪と対戦し、8回終了時に箕輪が棄権したためTKO勝利。5年8か月ぶりの王座返り咲きとともにJBC公認下の女子としては史上4人目となる2階級制覇（非公認タイトル含め3階級制覇）を達成した。

##### 王座防衛
2018年7月29日、生まれ故郷の沖縄での凱旋試合として宜野湾市の沖縄コンベンションセンターにて元WIBF世界ミニマム級王者グレッツェン・アバニエルを迎え、4回1分33秒TKOで勝利し初防衛成功。
2019年7月12日、後楽園ホールにて藤岡奈穂子が持つWBA女子世界フライ級王座に挑戦するが、1-1（95-96、96-94、95-95）で引き分けに終わり3階級制覇はならなかった。
2019年12月14日、幼少期から高校まで過ごした鹿児島での凱旋試合として肝付町の内之浦銀河アリーナにて1位のジョゼベル・パガデュアンを迎え、8回1分40秒TKOで勝利しWBO王座2度目の防衛に成功。なお、鹿児島での世界タイトルマッチは43年ぶり2度目で女子は初であった。
2021年4月4日、大阪・堺市産業振興センターイベントホールにてOPBF王者緒方汐音を迎え、2回にダウンを奪うなど3-0（100-89×3）の判定勝利で3度目の防衛に成功した。

##### アメリカデビュー・王座陥落
2021年7月9日、アメリカ、ロサンゼルスでセニエサ・エストラーダ（アメリカ）とWBO女子世界ライトフライ級タイトルマッチ10回戦を行い、10回0-3（92-98×2、91-99）の判定で敗れ、アメリカデビュー戦で4度目の防衛に失敗した。

#### 再起戦
2022年12月9日、約3年3か月ぶりとなる後楽園ホールにてWBA女子世界ライトフライ級挑戦者決定10回戦として、OPBF王者成田佑美と対戦。10回1分50秒TKOで勝利。なお、この試合はJBC未公認のWBAインターナショナル王座決定戦も兼ねていたため、同王座も獲得した。
2023年6月21日、後楽園ホールにてタイ国スーパーフライ級王者サオワラック・ラリーペンシー（タイ）との51.0kg契約8回戦を行い、2回と3回にそれぞれ2度ダウンを奪い3回40秒TKO勝利を飾った。
2023年12月4日、後楽園ホールにてワッサナ・カムディー（タイ）との51.0kg契約8回戦を行い、初回終盤に1度、2回に2度ダウンを奪い2回1分10秒TKO勝ちを収めた。
2024年6月10日、バンコクにて元WBC女子世界ライトフライ級王者シリポーン・タウィースック（タイ）とのWBC女子ミニマム級シルバー王座決定戦を行い、10回3-0の判定勝ちを収め王座獲得に成功した。

#### ライトフライ級王座再挑戦
2025年3月9日、敵地アルゼンチンでエブリン・ベルムデスが持つIBF・WBO女子世界ライトフライ級王座に挑戦。しかし、判定で敗れ王座返り咲きならず。

#### 再びスーパーフライ級へ
2025年6月28日、インドネシア・ジャカルタにてフェルミ・スマエヘとのWBA女子アジアスーパーフライ級タイトルマッチを行い、1度ダウンを喫しつつ2-1判定で王座獲得。

## 戦績
- JBC公認前:13戦 10勝 4KO 3敗
- JBC公認後:35戦 23勝 15KO 11敗 1分

| 戦           | 日付           | 勝敗 | 時間     | 内容    | 対戦相手                               | 国籍           | 備考                                                                                |
| ------------ | -------------- | ---- | -------- | ------- | -------------------------------------- | -------------- | ----------------------------------------------------------------------------------- |
| 1            | 2005年6月12日  | ☆    | 3R 1:25  | TKO     | 落合美紀(MAX)                          | 日本           | プロデビュー戦                                                                      |
| 2            | 2005年10月1日  | ★    | 4R       | 判定0-2 | 源川淳子(B.I.T.)                       | 日本           |                                                                                     |
| 3            | 2005年11月12日 | ☆    | 8R       | 判定2-1 | 金智賢                                 | 韓国           | OPFBAバンタム級タイトルマッチ                                                       |
| 4            | 2005年11月20日 | ☆    | 4R       | 判定3-0 | 神原ジュンコ(マーシャルアーツ)         | 日本           |                                                                                     |
| 5            | 2006年4月22日  | ★    | 10R      | 判定0-3 | 金珠熙                                 | 韓国           | IFBA世界ライトフライ級タイトルマッチ                                                |
| 6            | 2006年6月10日  | ☆    | 1R 1:50  | KO      | バイソンMIHO(龍生塾)                   | 日本           |                                                                                     |
| 7            | 2006年10月12日 | ☆    | 6R       | 判定3-0 | リ・ホンメイ                           | 中国           |                                                                                     |
| 8            | 2006年12月15日 | ☆    | 1R 1:41  | KO      | せり(巴組)                             | 日本           |                                                                                     |
| 9            | 2007年4月15日  | ☆    | 6R       | 判定3-0 | 古賀友子(拳闘天使)                     | 日本           |                                                                                     |
| 10           | 2007年5月13日  | ☆    | 4R       | 判定3-0 | 玉木彩(フジワラ)                       | 日本           |                                                                                     |
| 11           | 2007年6月24日  | ☆    | 2R 1:17  | KO      | アヤカ(チームクロス)                   | 日本           |                                                                                     |
| 12           | 2007年8月13日  | ★    | 8R       | 判定0-2 | 趙英美                                 | 韓国           |                                                                                     |
| 13           | 2007年11月10日 | ☆    | 8R       | 判定3-0 | 猪崎かずみ(鴨居)                       | 日本           |                                                                                     |
| 14           | 2008年5月18日  | ☆    | 10R      | 判定3-0 | 金恩英                                 | 韓国           | IFBA世界バンタム級タイトルマッチ                                                    |
| 15           | 2008年8月15日  | ☆    | 10R      | 判定2-0 | 金恩英                                 | 韓国           | IFBA防衛1                                                                           |
| 16           | 2008年11月30日 | ☆    | 5R 0:58  | TKO     | 呉修炫                                 | 韓国           |                                                                                     |
| 17           | 2009年2月26日  | ☆    | 10R      | 判定2-1 | 張喜燕                                 | 中国           | WBA女子世界スーパーフライ級タイトルマッチ                                           |
| 18           | 2010年2月7日   | ☆    | 10R      | 判定3-0 | シャニー・マーティン                   | イギリス       | WBA防衛1                                                                            |
| 19           | 2010年5月17日  | ☆    | 10R      | 判定3-0 | 江畑佳代子(ワタナベ)                   | 日本           | WBA防衛2                                                                            |
| 20           | 2010年12月6日  | ☆    | 8R終了   | TKO     | 藤本りえ(協栄)                         | 日本           | WBA防衛3                                                                            |
| 21           | 2011年5月17日  | ☆    | 3R 1:25  | TKO     | ペッサイルーン・ルークサーイゴンディン | タイ           | WBA防衛4                                                                            |
| 22           | 2012年7月9日   | ★    | 10R      | 判定0-3 | 山口直子(白井・具志堅)                 | 日本           | WBA陥落                                                                             |
| 23           | 2012年10月6日  | ★    | 10R      | 判定0-3 | ジェネス・ペレス                       | メキシコ       | WBA女子世界バンタム級タイトルマッチ                                                 |
| 24           | 2012年12月15日 | ★    | 10R      | 判定0-3 | マリアナ・フアレス                     | メキシコ       |                                                                                     |
| 25           | 2013年3月2日   | ★    | 10R      | 判定0-3 | ズリーナ・ムニョス                     | メキシコ       | WBC女子世界スーパーフライ級タイトルマッチ                                           |
| 26           | 2013年7月27日  | ★    | 10R      | 判定0-3 | ジェシカ・チャベス                     | メキシコ       |                                                                                     |
| 27           | 2013年11月28日 | ☆    | 3R 1:59  | TKO     | レスリー・ドミンゴ                     | フィリピン     |                                                                                     |
| 28           | 2014年1月25日  | ★    | 10R      | 判定1-2 | アレリー・ムシーニョ                   | メキシコ       |                                                                                     |
| 29           | 2014年3月6日   | ☆    | 7R 1:41  | TKO     | ハニー・カツマタ(勝又)                 | フィリピン     | OPBF女子東洋太平洋バンタム級王座決定戦                                              |
| 30           | 2014年4月26日  | ★    | 10R      | 判定0-3 | ジェシカ・チャベス                     | メキシコ       |                                                                                     |
| 31           | 2015年3月16日  | ☆    | 2R 0:50  | TKO     | ラッサダ・ソーウォラシン               | タイ           |                                                                                     |
| 32           | 2015年8月22日  | ★    | 10R      | 判定0-3 | カロリナ・ロドリゲス                   | チリ           | IBF女子世界バンタム級タイトルマッチ                                                 |
| 33           | 2016年3月1日   | ☆    | 2R終了   | TKO     | 氷室笑香(L玉熊)                        | 日本           |                                                                                     |
| 34           | 2016年7月2日   | ☆    | 2R 1:43  | TKO     | タンティップ・シッサイトーン           | タイ           |                                                                                     |
| 35           | 2017年9月30日  | ★    | 10R      | 判定0-3 | アレリー・ムシーニョ                   | メキシコ       |                                                                                     |
| 36           | 2017年11月29日 | ☆    | 2R 1:19  | TKO     | カレアン・リバス                       | フィリピン     | WBO女子アジア太平洋ライトフライ級王座決定戦 WBO女子世界ライトフライ級挑戦者決定戦   |
| 37           | 2018年3月8日   | ☆    | 8R終了   | TKO     | チャオズ箕輪(ワタナベ)                 | 日本           | WBO女子世界ライトフライ級王座決定戦                                                 |
| 38           | 2018年7月29日  | ☆    | 4R 1:33  | TKO     | グレッツェン・アバニエル               | フィリピン     | WBO防衛1                                                                            |
| 39           | 2019年7月12日  | △    | 10R      | 判定1-1 | 藤岡奈穂子(T&H)                        | 日本           | WBA女子世界フライ級タイトルマッチ                                                   |
| 40           | 2019年12月14日 | ☆    | 8R 1:40  | TKO     | ジョゼベル・パガデュアン               | フィリピン     | WBO防衛2                                                                            |
| 41           | 2021年4月4日   | ☆    | 10R      | 判定3-0 | 緒方汐音(寝屋川石田)                   | 日本           | WBO防衛3                                                                            |
| 42           | 2021年7月9日   | ★    | 10R      | 判定0-3 | セニエサ・エストラーダ                 | アメリカ合衆国 | WBO陥落                                                                             |
| 43           | 2022年12月9日  | ☆    | 10R 1:50 | TKO     | 成田佑美(姫路木下)                     | 日本           | WBA女子世界ライトフライ級挑戦者決定戦 WBAインターナショナルライトフライ級王座決定戦 |
| 44           | 2023年6月21日  | ☆    | 3R 0:40  | TKO     | サオワラック・ラリーペンシー           | タイ           |                                                                                     |
| 45           | 2023年12月4日  | ☆    | 2R 1:10  | TKO     | ワッサナ・カムディー                   | タイ           |                                                                                     |
| 46           | 2024年6月10日  | ☆    | 10R      | 判定3-0 | シリポーン・タウィースック             | タイ           | WBCシルバー・女子ミニマム級王座決定戦                                               |
| 47           | 2025年3月9日   | ★    | 10R      | 判定0-3 | エブリン・ベルムデス                   | アルゼンチン   | IBF・WBA女子世界ライトフライ級タイトルマッチ                                        |
| 48           | 2025年6月28日  | ☆    | 10R      | 判定2-1 | フェルミ・スマエヘ                     | インドネシア   | WBA女子アジアスーパーフライ級王座獲得                                               |
| テンプレート |                |      |          |         |                                        |                |                                                                                     |

## 獲得タイトル
- OPFBA東洋太平洋バンタム級王座
- IFBA世界バンタム級王座（防衛1=返上）
- 第4代WBA女子世界スーパーフライ級王座（防衛4）
- 第4代OPBF女子東洋太平洋バンタム級王座（防衛0=返上）
- WBO女子アジア太平洋ライトフライ級王座（防衛0=返上）
- WBO女子世界ライトフライ級王座（防衛3）
- WBA女子インターナショナルライトフライ級王座
- WBC女子ミニマム級シルバー王座
- WBAアジア女子スーパーフライ級王座